# 五龍駅
五龍駅（オリョンえき）は、大韓民国大田広域市中区五柳洞にある大田交通公社1号線の駅である。駅番号は108。

## 歴史
- 2006年3月16日 - 1号線板岩 - 政府庁舎間開通に伴い開業。

## 駅構造
相対式ホーム2面2線の地下駅。

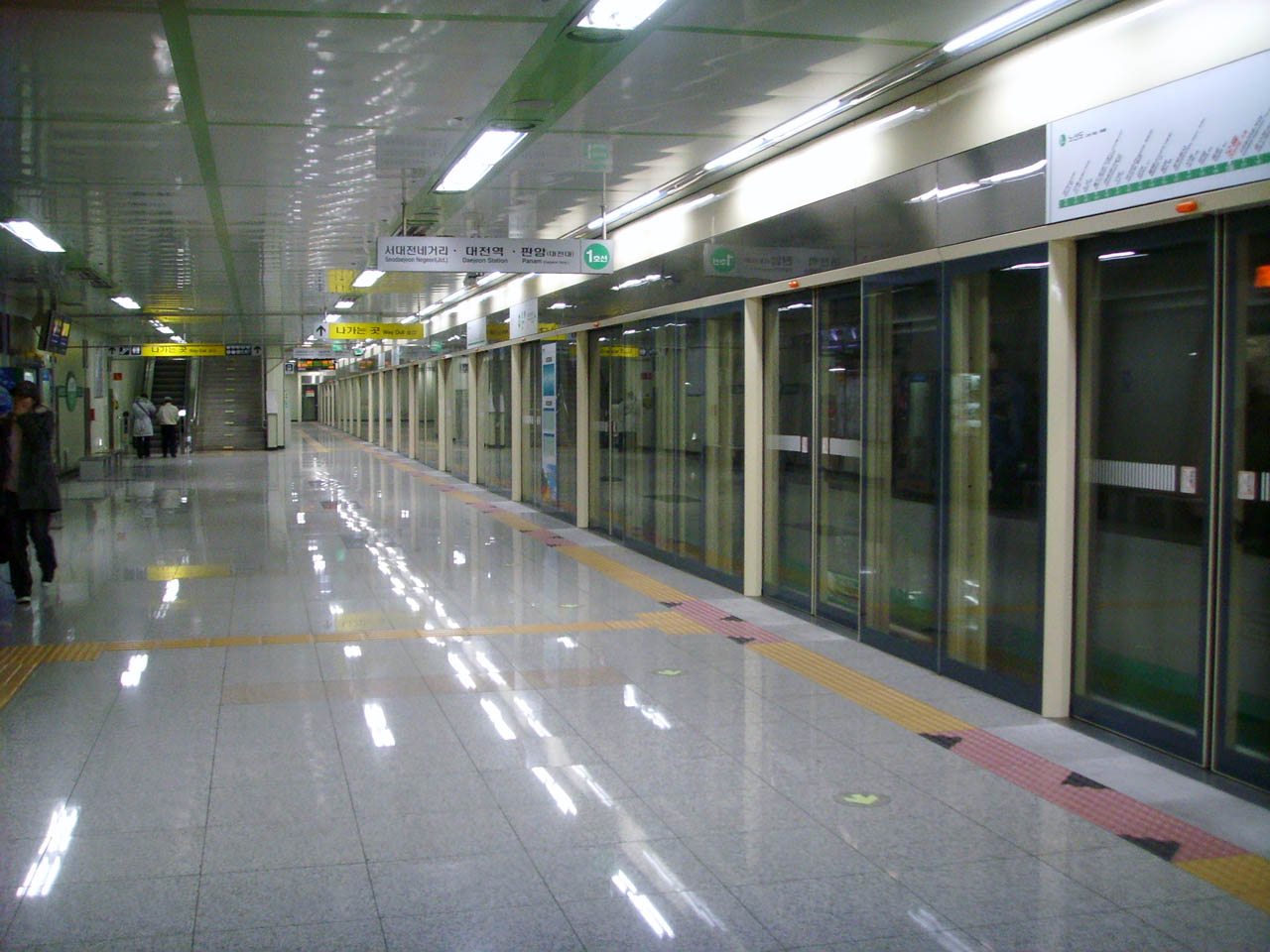
ホーム
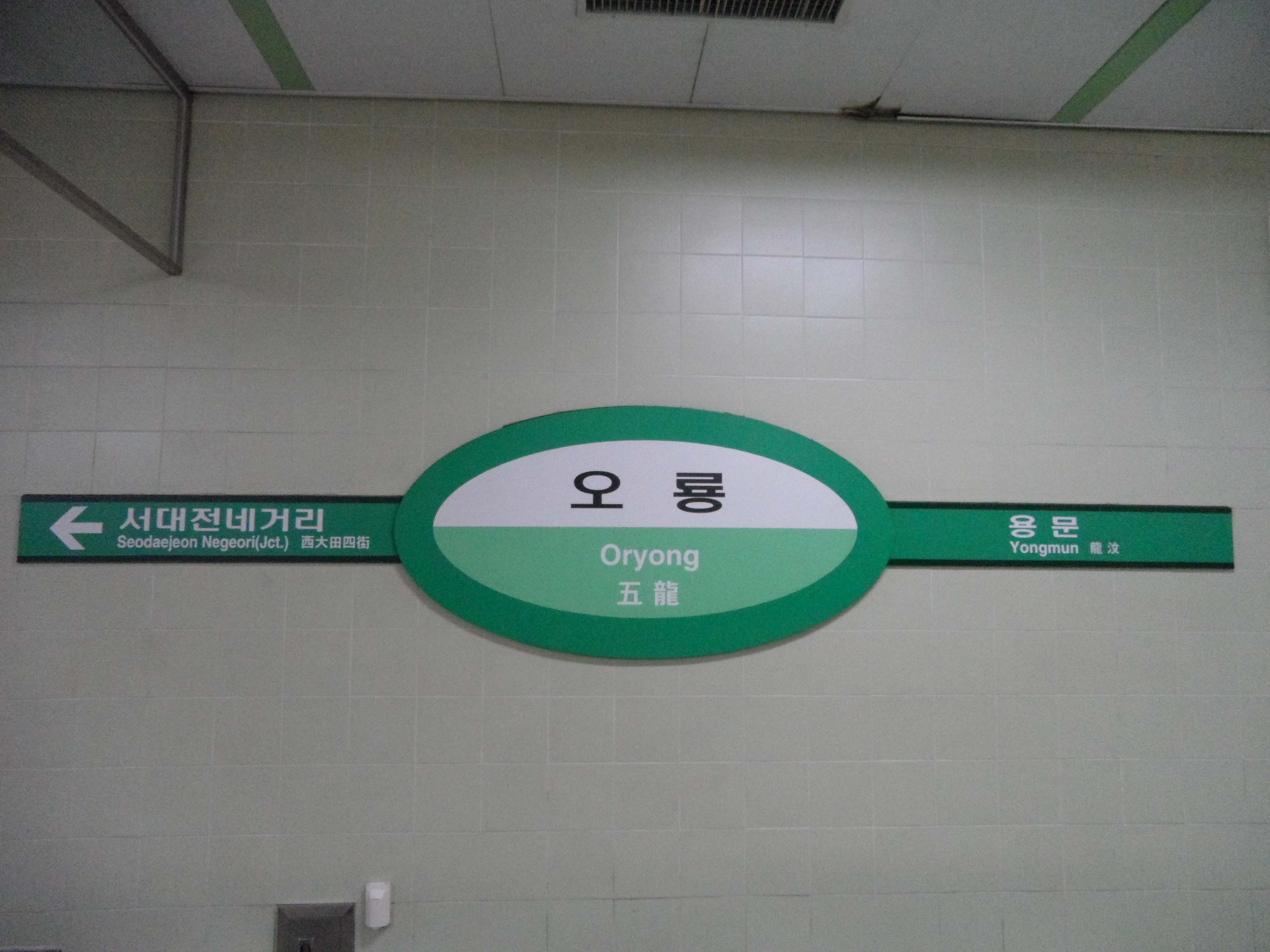
駅名標

## 駅周辺
- 韓国鉄道公社湖南線西大田駅
- 乙支大学校
- 忠南女子中学校
- 忠南女子高等学校
- コストコ大田店
- 五柳洞行政福祉センター
- 五柳初等学校
- 大聖中学校
- 大聖高等学校

## 隣の駅
大田交通公社
●1号線
西大田ネゴリ駅 (107) - 五龍駅 (108) - 龍汶駅 (109)